# Lapa dos Dinheiros
Lapa dos Dinheiros é uma aldeia pertencente à União das Freguesias de Seia, São Romão e Lapa dos Dinheiros, do município de Seia, na província da Beira Alta, região do Centro e sub-região da Serra da Estrela.
Foi sede da extinta Freguesia de Lapa dos Dinheiros, freguesia que tinha 7,84 km² de área e 294 habitantes (2011), e, por isso, uma densidade populacional de de 37,5 hab/km². A lei nº 11-A/2013 extingue a Freguesia de Lapa dos Dinheiros e agrega-a numa nova freguesia chamada "União das Freguesias de Seia, S. Romão e Lapa dos Dinheiros", sediada na vila de S. Romão.
Lapa dos Dinheiros pertence à rede de Aldeias de Montanha.

## História
Situada numa das encostas da Serra da Estrela, Lapa dos Dinheiros possibilita uma vista tão extensa sobre o mundo quanto os nossos olhos humanos o permitam. Nos últimos anos tem-se desenvolvido surpreendentemente.
A Lapa dos Dinheiros, como todas as freguesias, tem vários locais aprazíveis para serem desfrutados: Buraco da Moura, Buraco do Sumo, Praia Fluvial, Porto do Boi.
Nos primeiros tempos, a população dedicava-se única e exclusivamente à pastorícia e à agricultura, sendo conhecidos os tradicionais socalcos suportados por enormes muros de granito. Actualmente a agricultura perdeu importância, estando a maioria dos campos abandonados.
Pertenceu até 1988 à Freguesia de S. Romão, tendo a Lei nº 28/88 de 01 de Fevereiro elevado esta povoação à categoria de Freguesia autónoma.

### Lenda
Conta-se que o nome desta aldeia surgiu quando alguns homens construíam, no actual "Porto dos Bois", uma casa e por lá passaram uns caçadores que lhes disseram para virem construir as suas casas numas lapas mais abaixo, ficavam mais abrigados, e assim fizeram.
Na pequena aldeia com o nome de Lapa, passou o Rei D. Dinis e os habitantes ofereceram-lhe um jantar farto. O Rei perguntou-lhes qual o nome da aldeia ao que lhe responderam Lapa, porque era construída numas lapas. De seguida D. Dinis perguntou como tinham feito um jantar tão farto e os habitantes responderam: "com os nossos dinheiros". Então, D. Dinis ordenou que a aldeia se chamasse "Lapa dos Dinheiros".

## População
★ Freguesia criada pela Lei n.º 28/88  , de 1 de Fevereiro, com lugares desanexados da freguesia de S. Romão
| 1991 | 2001 | 2011 |
| 511  | 416  | 294  |

Por idades em 2001 e 2011			

| 0-14 anos | 15-24 anos | 25-64 anos | 65 e + anos |
| 33 \| 10  | 72 \| 26   | 220 \| 158 | 91 \| 100   |
| -70%      | -64%       | -28%       | +10%        |

## Património

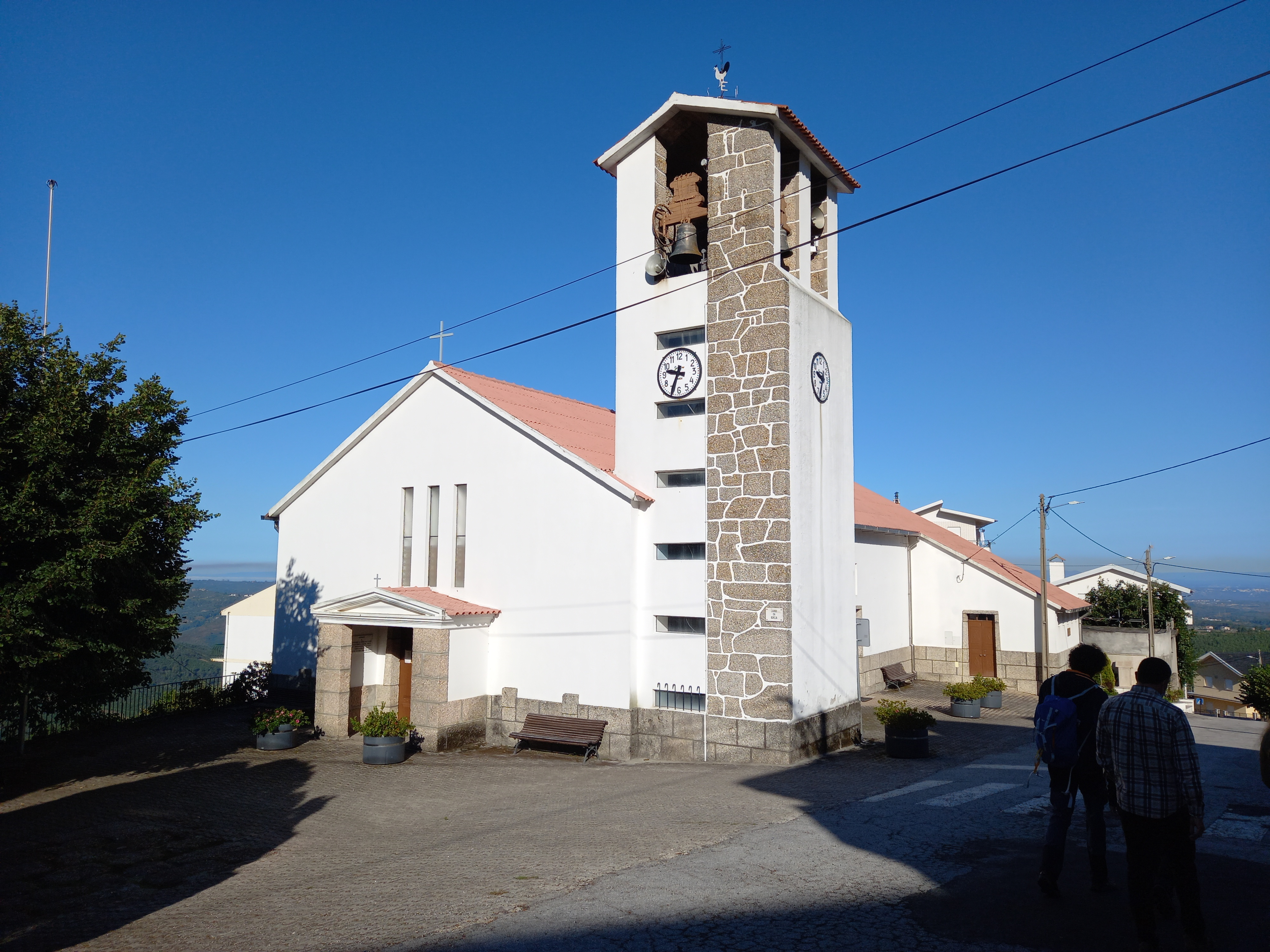
Igreja de Nossa Senhora do Amparo (Matriz), Lapa dos Dinheiros

- Igreja de Nossa Senhora do Amparo (matriz);
- Alminhas

## Pontos de interesse
- Ponte da Caniça;
- Quedas da Caniça;
- Buraco do Sumo;

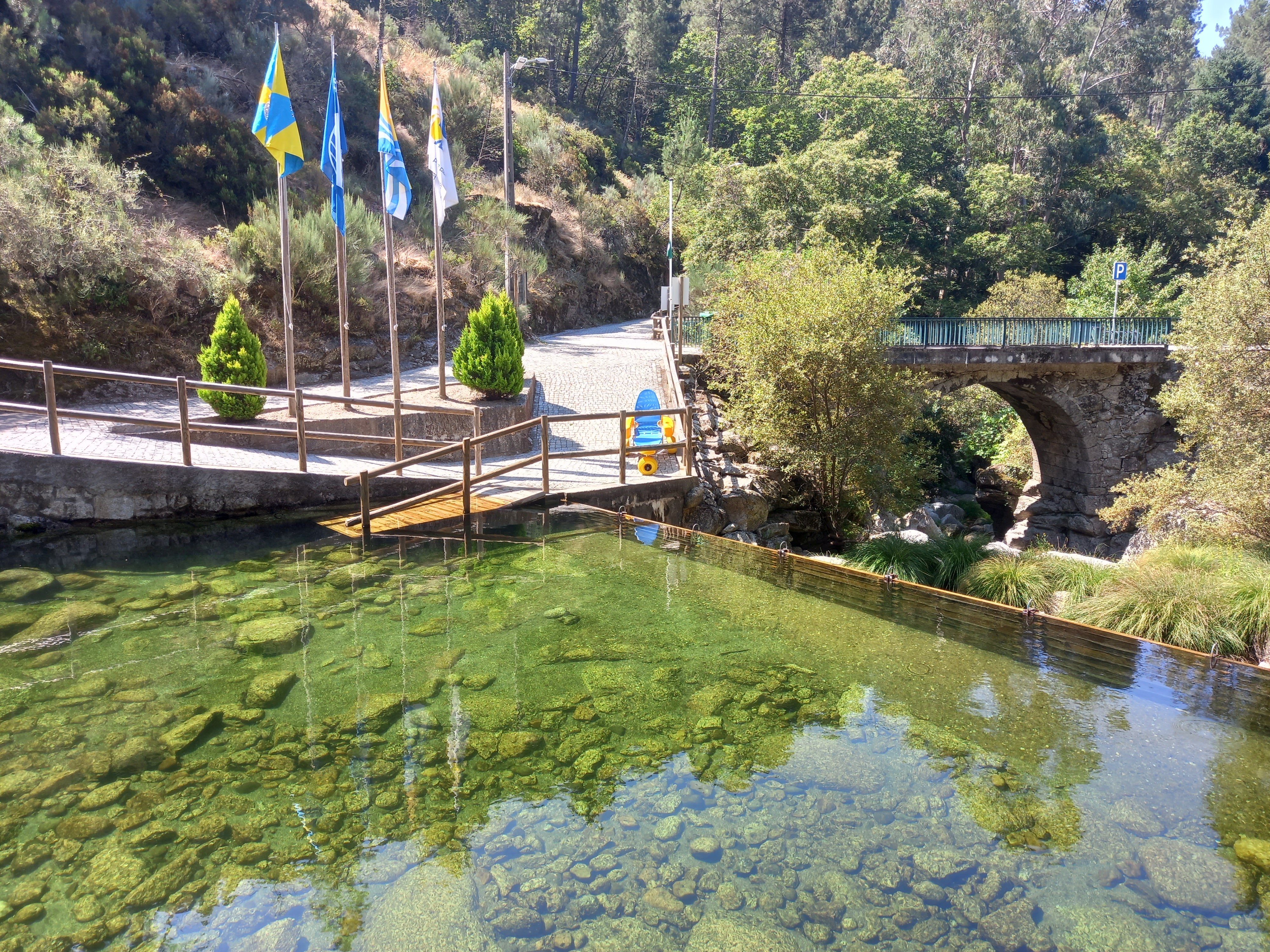
Praia fluvial da Lapa dos Dinheiros

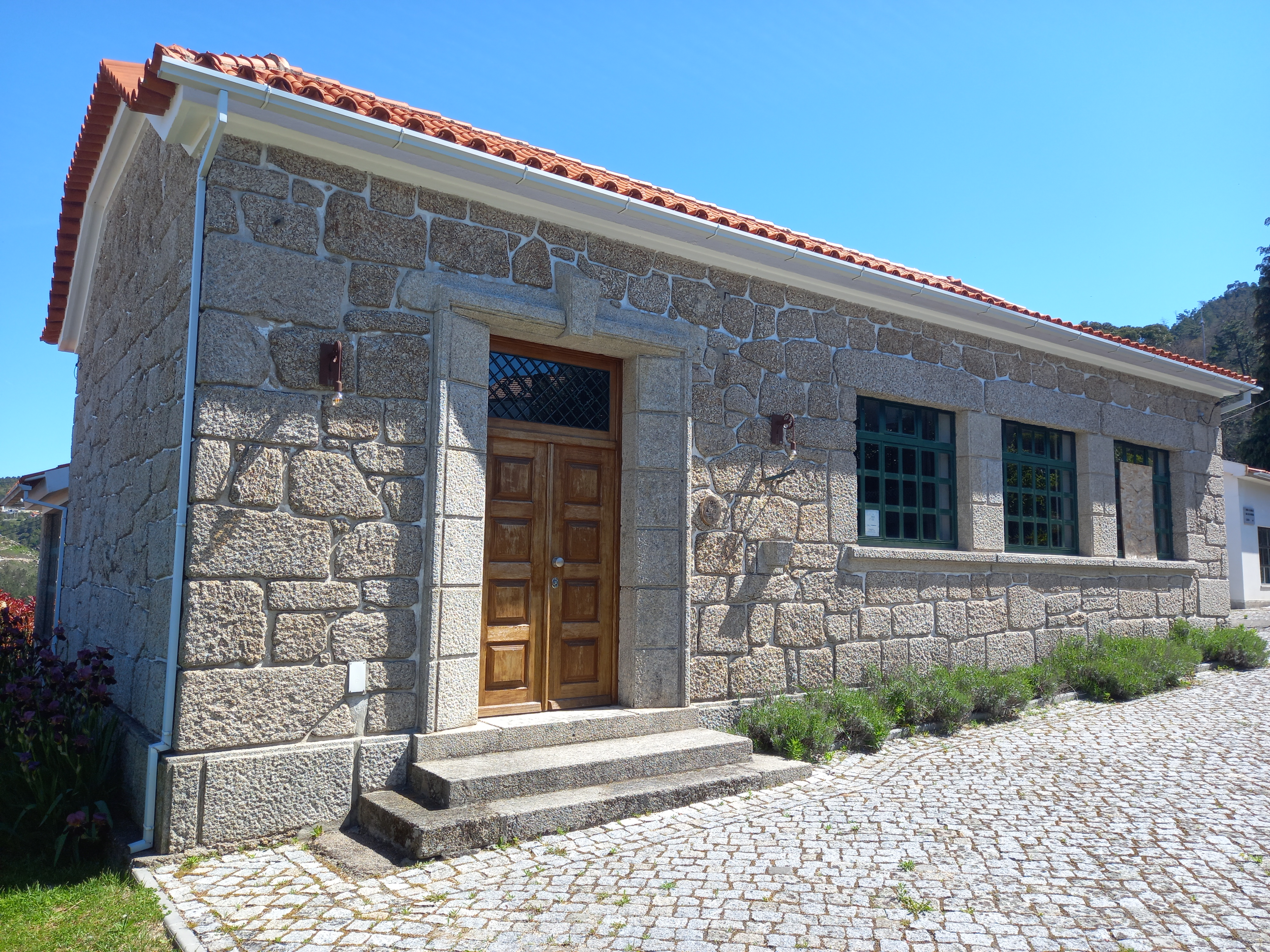
Entrada principal do Espaço Cooperativa Cowork Lapa dos Dinheiros

- Praia Fluvial da Lapa dos Dinheiros, com Bandeira Azul;
- Museu Natural da Eletricidade (Senhora do Desterro, São Romão);
- Rota da Caniça (PR 10 SEI) - Pequena Rota, circular, de 6,9 km;
- Espaço Cooperativa Cowork - Lapa dos Dinheiros (espaço de trabalho partilhado sem fins lucrativos).

## Festas e Romarias
A Festa de São Sebastião (segundo Domingo de Agosto) é um dos cartões de visita desta bela aldeia do concelho de Seia.
A Festa da Castanha tem um especial significado nesta Aldeia de Montanha, pela abundância deste fruto nos 18,15 hectares de Castanheiros do Souto da Lapa dos Dinheiros, uma verdadeira reserva da árvore que, nos últimos dois mil anos, constituiu um eixo fundamental da vida serrana.

Realiza-se também o Festival Músicas do Bosque, durante o mês de Junho.

## Alojamento
As Casas da Lapa são uma unidade de Turismo de Natureza com um elevado nível de qualidade.